# Coupe d'Europe des clubs (kayak-polo)
Pour les articles homonymes, voir Coupe d'Europe.
La coupe d'Europe des clubs de kayak-polo est  la plus importante compétition interclubs de kayak-polo disputée en Europe chaque année par les hommes et les femmes. 
Elle rassemble la ou les deux meilleures équipes de chaque pays européens pratiquant la discipline. 
La compétition se déroule sur un seul week-end courant septembre ou octobre et se déroule en phase de poule suivit d'une phase à matchs éliminatoires jusqu'aux finales.  

## Historique
Chez les hommes, l'équipe néerlandaise de Deventer conserve les records impressionnants de huit titres en tout, dont trois puis quatre d'affilée en dominant la compétition dans les années 2000. Depuis les clubs allemands, italiens et français se partages les victoires.

En 2020, la compétition a été annulée en raison de la pandémie du Covid 19.

## Palmarès
| Année | Lieu                 | Vainqueur Hommes       | Vainqueur Dames          |
| ----- | -------------------- | ---------------------- | ------------------------ |
| 2000  |                      | Deventer K V           |                          |
| 2001  | Acigné               | Meiderich              | C-K C. Saint Omer        |
| 2002  | Naples               | Posillipo              | C-K C. Saint Omer        |
| 2003  | Ypres                | Deventer K V           | C-K C. Saint Omer        |
| 2004  | Liverpool            | Deventer K V           | C-K C. Acigné            |
| 2005  | Acigné               | Deventer K V           | Posillipo                |
| 2006  | Madrid               | Circolo Nautico        | Friends of Allonby       |
| 2007  | Bologne              | Deventer K V           | Göttingen                |
| 2008  | Bologne              | Deventer K V           | FOAX Liverpool           |
| 2009  | Saint-Omer           | Deventer K V           | FOAX Liverpool           |
| 2010  | Essen                | Deventer K V           | Posillipo                |
| 2011  | Helmond              | A.S.E.V Condé sur Vire | FOAX Liverpool           |
| 2012  | Duisbourg            | Montpellier U.C.C-K    | K.C.N.W Berlin           |
| 2013  | Bologna              | Montpellier U.C.C-K    | Göttingen                |
| 2014  | Saint-Omer           | Rothe Mühle Essen      | C.D C-K Loire-Atlantique |
| 2015  | Kaniów               | A.S.E.V Condé sur Vire | Göttingen                |
| 2016  | Burriana             | Rothe muhle Essen      | Gottingen                |
| 2017  | Essen                | Rothe mulhe Essen      | C.D C-K Loire-Atlantique |
| 2018  | Nottingham           | Pro Scogli Chiavari    | FOAX Liverpool           |
| 2019  | Catania              | Pro Scogli Chiavari    | PSC Catania              |
| 2021  | Duisbourg            | Montpellier U.C.C-K    | Avranches                |
| 2022  | Belfast              | Pro Scogli Chiavari    | PSC Catania              |
| 2023  | Arcos de la Frontera | MKC Duisburg           | Avranches                |